# Tetramorium tenuicrine
Tetramorium tenuicrine är en myrart som först beskrevs av Carlo Emery 1914.  Tetramorium tenuicrine ingår i släktet Tetramorium och familjen myror. Inga underarter finns listade i Catalogue of Life.